# St. Martini (Jühnde)

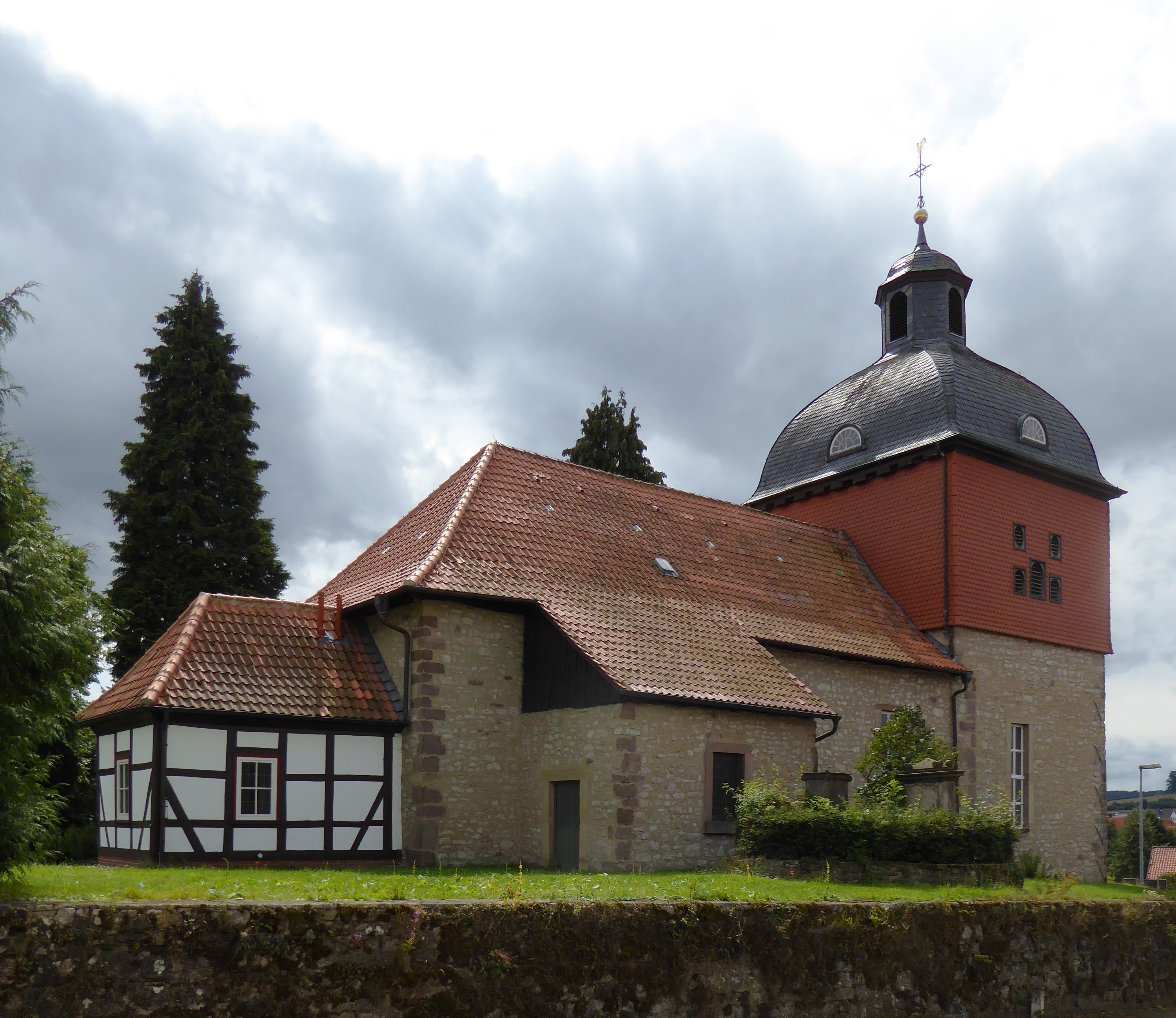
Ev.-luth. Kirche St. Martini in Jühnde, Niedersachsen

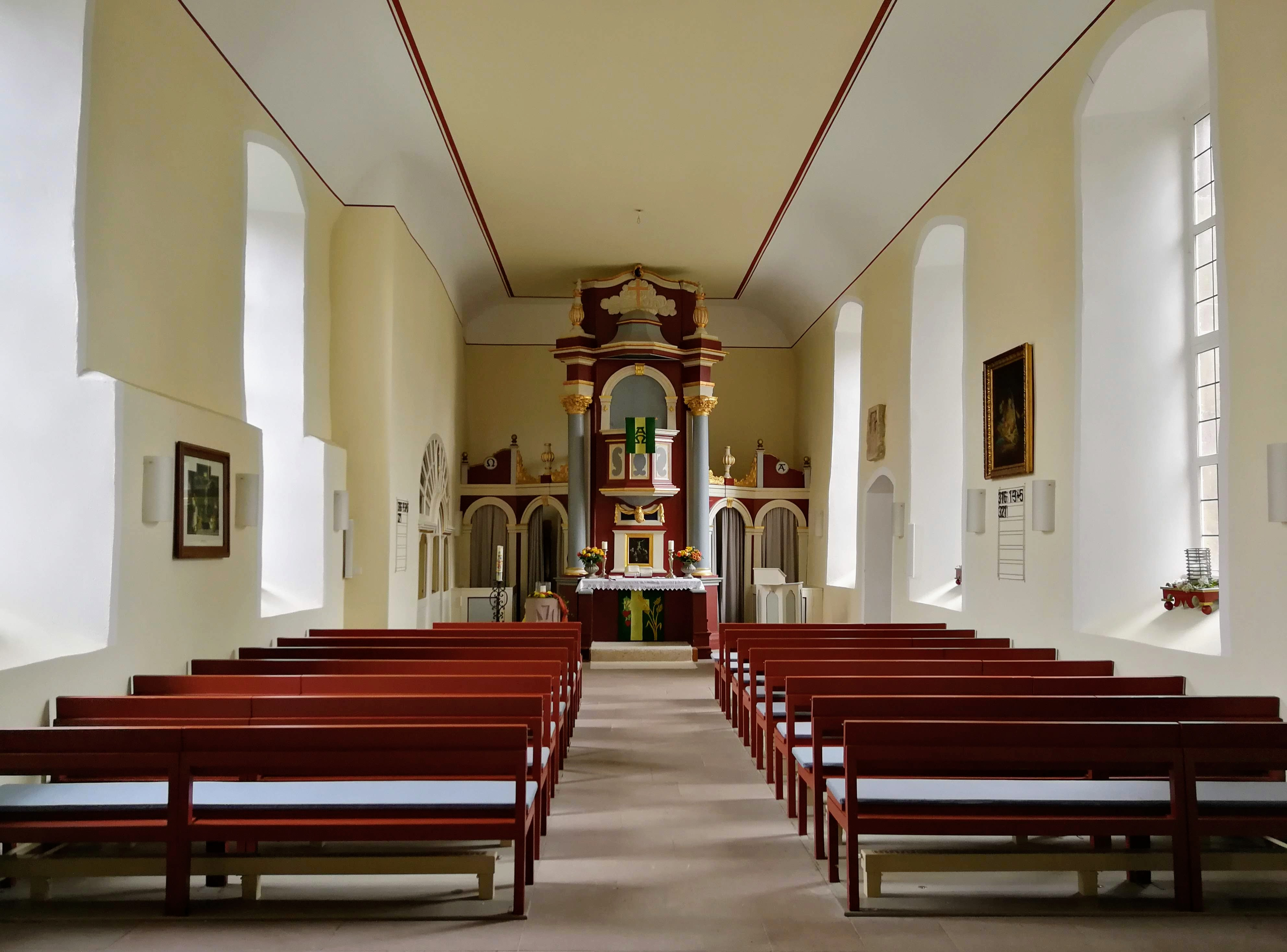
Innenraum (2019)

Die evangelisch-lutherische Pfarrkirche St. Martini in Jühnde liegt direkt nördlich des Gutsgeländes von Schloss Jühnde.

## Beschreibung
Die Kirche wurde erstmals im Jahr 1271 schriftlich erwähnt und stammt in ihrer heutigen Gestalt überwiegend aus dem Ende des 16. Jahrhunderts. Der Westturm hat ein Untergeschoss aus Kalk-Bruchstein mit quadratischem Grundriss und einen hohen Fachwerkaufsatz mit schiefergedeckter Haube und Laterne. Der in der Breite des Turmes ebenfalls aus Kalkbruchstein errichtete rechteckige Kirchensaal ist im Inneren schlicht gehalten. Der Kanzelaltar wird auf das Ende des 18. Jahrhunderts datiert. Mit dem wuchtig wirkenden Turm erhebt sich die Kirche auf einer leichten Anhöhe über dem Hauptteil des Dorfes und dominiert so das Bild der Dorfstraße.

## Orgel

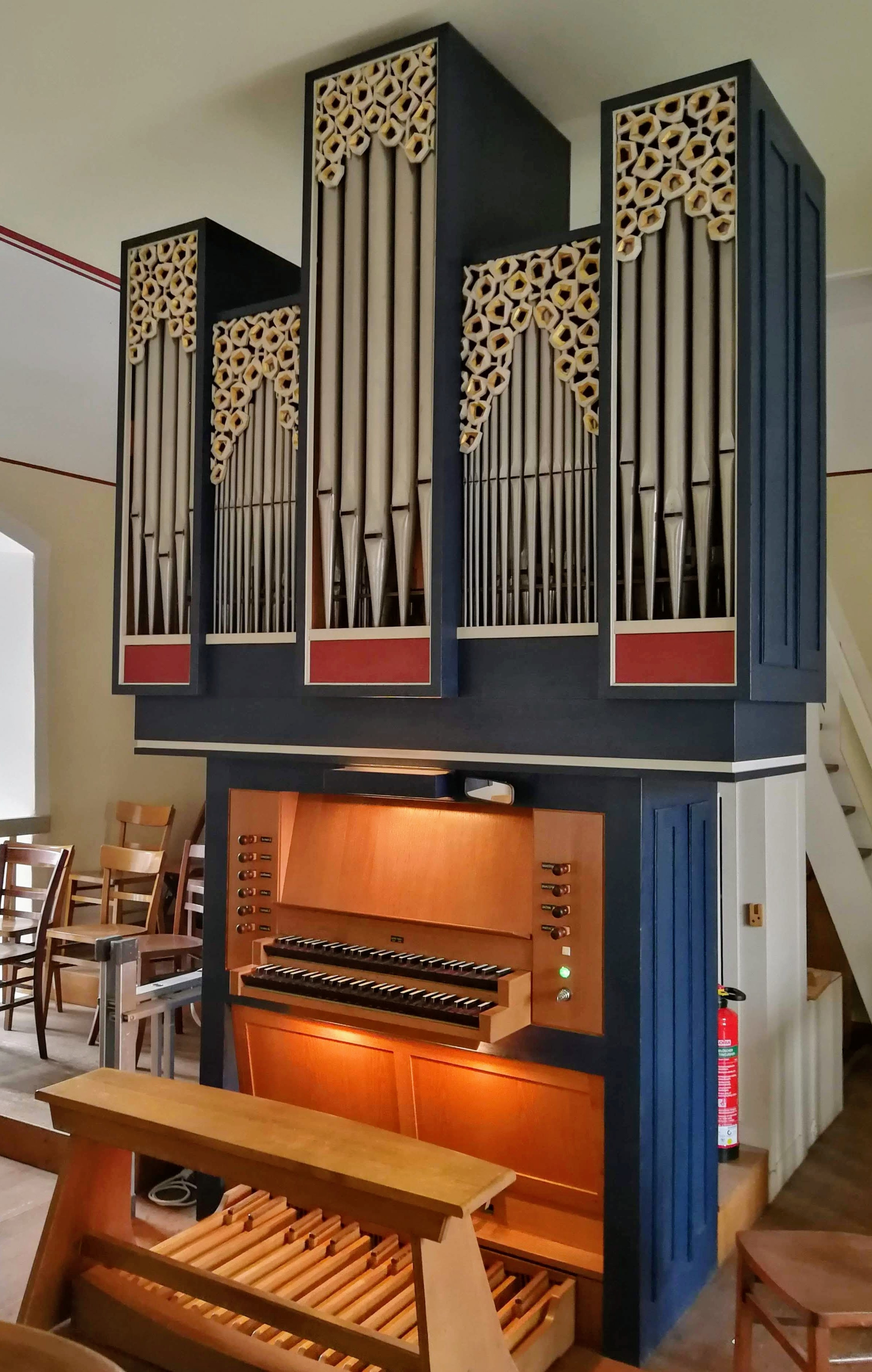
Janke-Orgel

An Ostern 1782 wurde eine einmanualige Orgel von Johann Wilhelm Schmerbach eingeweiht. 1870 wurde eine gebrauchte Orgel mit acht Registern angeschafft, die vermutlich von Carl Heyder aus Heiligenstadt stammte.
Die heutige Orgel wurde 1968 durch Orgelbaumeister Rudolf Janke aus Bovenden gefertigt. Sie verfügt über zehn Register, aufgeteilt auf zwei Manuale und Pedal.
Die Disposition lautet:
| I Hauptwerk C–g3 |    |
| Rohrflöte        | 8′ |
| Prinzipal        | 4′ |
| Oktave           | 2′ |
| Mixtur III–IV    |    |

| II Hinterwerk C–g3 |    |
| Gedackt            | 8′ |
| Rohrflöte          | 4′ |
| Quintadena         | 2′ |
| Oktave             | 1′ |

| Pedal C–d1 |     |
| Subbass    | 16′ |
| Trompete   | 08′ |

- Koppeln: II/I, I/P, II/P (als Fußtritte)

## Glocken
1709 hatte die Kirche zwei Glocken, eine große und eine kleine von gutem Klang.
1868 wurden in Bochum Stahlglocken gegossen, diese wurden 1956 vom Glockenrevisor als verrostet und klanglich wertlos bezeichnet.
1977 wurde der Guss von drei Bronzeglocken in Heidelberg durch Spenden der Jühnder ermöglicht.
Am 21. August 1977 kam das Glockenwerk nach Jühnde.
Die Uhr-Anschlagglocke in der Laterne des Kirchturms wurde 1987 in Karlsruhe gegossen.
| Nr. | Inschrift                                   | Gussjahr | Gießer                      | ∅ (mm) | Gewicht (kg) | Norminal (16tel) | Anmerkung                         |
| 1   | „Ich weiß, daß mein Erlöser lebt, June 960“ | 1977     | F. W. Schilling, Heidelberg | 1099   | 879          | fis1             | Mit Bild des alten Jühnder Wappen |
| 2   | „Verleih uns Frieden gnädiglich“            | 1977     | F. W. Schilling, Heidelberg | 849    | 431          | h1               | Mit Bild des heiligen Martin      |
| 3   | „Lobe den Herrn meine Seele“                | 1977     | F. W. Schilling, Heidelberg | 752    | 308          | cis2             | Mit Bild des Jühnder Wappen       |
| 4   | „Meine Zeit steht in deinen Händen“         | 1987     | Bachert, Karlsruhe          | 568    | 85           | fis2             | Uhrglocke                         |

### Läuteordnung
Montag bis Freitag:
- Morgens um 07:00 Uhr, 5 min. Glocke 2
- Mittags um 11:00 Uhr, 5 min. Glocke 2
- Abends um 18:00 Uhr, 5 min. Glocke 2

Samstag und Sonntag:
- Abends um 18:00 Uhr, 10 min. Glocke 1+2+3

Sonstiges:
- Bei Geburt eines Kindes: Mittags um 12:00 Uhr, Glocke 2+3+4
- Ausläuten bei Sterbefall: Morgens 09:00 3 mal 15 Minuten Glocke 1+2 (dazwischen jeweils 7 min. Pause)
- Die Uhrglocke schlägt zur vollen Stunde die Uhrzeit an, und zur halben Stunde einmal.